# .rw
.rw és el domini de primer nivell territorial (ccTLD) de Ruanda.

## Dominis de segon nivell
El registre es permet directament al segon nivell, al contrari que en d'altres. Això no obstant, alguns dominis de segon nivell que es podrien utilitzar per a registres de tercer nivell, com fan altres dominis estan reservats pel registre, encara que no s'ofereix afegir-hi dominis. Els dominis reservats són:
- gov.rw
- net.rw
- edu.rw
- ac.rw
- com.rw
- co.rw
- int.rw
- mil.rw
- gouv.rw